# شون موریشیتا
شون موریشیتا (انگلیسی: Shun Morishita؛ زادهٔ ۱۱ مهٔ ۱۹۸۶) بازیکن فوتبال اهل ژاپن است.
از باشگاه‌هایی که در آن بازی کرده‌است می‌توان به باشگاه فوتبال کاوازاکی فرونتال و باشگاه فوتبال جوبیلو ایواتا اشاره کرد.